# トッレブルーナ
トッレブルーナ（イタリア語: Torrebruna）は、イタリア共和国アブルッツォ州キエーティ県にある、人口約800人の基礎自治体（コムーネ）。

## 地理

### 位置・広がり

#### 隣接コムーネ
隣接するコムーネは以下の通り。
- カルンキオ
- カステルグイドーネ
- カスティリオーネ・メッセール・マリーノ
- チェレンツァ・スル・トリーニョ
- サン・ジョヴァンニ・リピオーニ